# Brănești (Ilfov)
Brăneşti é uma comuna romena localizada no distrito de Ilfov, na região de Muntênia. A comuna possui uma área de 54.00 km² e sua população era de 8167 habitantes segundo o censo de 2007.